# Metod Badjura
Metod Badjura, slovenski filmski scenarist, režiser in snemalec, * 22. november 1896, Litija, † 23. december 1971, Ljubljana.

## Življenje in delo
Oče mu je bil krojač Hinko Badjura, mati mu je bila likarica Marija Bukovnik.
Diplomiral je 1923 na Akademiji za grafične umetnosti v Leipzigu. V letih 1926−1940 je posnel okoli 30 reportaž in kratkih filmov, pretežno v okviru lastnega podjetja Sava film; med njimi sta bila tudi prva slovenska dokumentarna filma Bloški smučarji in Triglav pozimi, ter istega leta celovečerni film Triglavske strmine. Po vojni je prispeval del posnetkov za Ljubljana pozdravlja osvoboditelje. Ob sodelovanju žene Milke je ustvaril kot poklicni režiser in snemalec nekaj najboljših del slovenskega dokumentarnega filma: Slovensko Primorje, Pomlad v Beli krajini, Naši lipicanci, Kroparski kovači, Velenjski rudarji, Beli konji, Fazani in Božidar Jakac za katerega je 1970 na Beneškem filmskem festivalu dobil zlatega leva na 9. mednarodnem festivalu filmov o umetnosti.
Badjura je prvi slovenski režiser, ki je znal v dokumentarnem filmu izraziti osebni odnos do izbrane snovi, mu vliti občudovanje in ljubezen do vsega, kar je kot umetnik občitil pri opazovanju narave in ljudi v njej. Njegov opus obsega 55 obzornikov in 98 filmov. Po njem se imenuje Nagrada Metod Badjura za življenjsko delo, ki jo podeljuje Društvo slovenskih filmskih ustvarjalcev. Za Pomlad v Beli krajini je za režijo in kamero prejel 1953 Prešernovo nagrado.

## Dela
- Bloški smučarji (1932)
- Triglav pozimi (1932)
- Triglavske strmine (1932)
- Mladina gradi (1947)
- Jesen v vinogradih (1949)
- Slovensko Primorje (1948)
- Naši lipicanci (1951)
- Pomlad v Beli krajini (1952)
- Kroparski kovači (1954)
- Velenjski rudarji' (1956)
- Beli konji (1958)
- Fazani (1960)
- Božidar Jakac (1969)